# Fossillagerstätte Sieblos
Die Fossillagerstätte Sieblos ist eine bedeutende Lagerstätte fossiler Pflanzen und Tiere bei Sieblos, einem Ortsteil von Poppenhausen in der Rhön. Mit einem Alter von 33 Millionen Jahren stellt sie entwicklungsgeschichtlich ein sonst in Deutschland nicht präsentes Bindeglied zwischen den Formationen von Messel und Rott dar.

## Entstehung
Vor 33 Millionen Jahren, im frühen Oligozän, befand sich an der Stelle des heutigen Sieblos ein waldumstandener Süßwassersee mit einer vegetationsreichen Uferzone. Er war Teil einer Seenlandschaft in einem Einbruchsgebiet, das durch das Eindringen von Oberflächenwasser in Schichten löslicher Gesteine des Zechsteins entstanden war. Das Klima war in dieser Zeit subtropisch bis tropisch, also deutlich wärmer als heute. Der See war in seinem späten Stadium sauerstoffarm. Auf den Grund gesunkene Tierkadaver und Pflanzenreste konnten deshalb nicht mehr verwesen, was zur Bildung von Faulschlamm führte. Im Verlaufe von Jahrmillionen entstand daraus Dysodil, auch Papier- oder Blätterkohle genannt. Dysodil besteht fast vollständig aus organischer Substanz und den Skeletten von Kieselalgen und hat pflanzliches und tierisches Material oft hervorragend konserviert. Durch den vor 25 Millionen Jahren in der Rhön einsetzenden Vulkanismus wurden die Sedimente vor dem Abtragen bewahrt.

## Bergbau
Auf der Suche nach Kaolin für die Fuldaer Porzellanmanufaktur stieß man 1846 südöstlich der Ortschaft Sieblos auf die dortigen Papierkohlevorkommen. 1856 begann der Abbau von Dysodil und bituminösen Schiefertonen, die zur Destillation von Teer und zur anschließenden Produktion von Solaröl als Brennmittel für Petroleumlampen verwendet wurden. Die Grube arbeitete nicht wirtschaftlich und wechselte mehrfach den Besitzer. Der Abbau wurde mehrmals unterbrochen, bis er 1919 endgültig eingestellt wurde.

## Fundgeschichte

Gedenkstein: Ernst Hassencamp

Etwa ab 1858 begann Ernst Hassencamp (1824–1881), Apotheker in Weyhers, Fossilien aus dem Abraum der Grube zu bergen und der wissenschaftlichen Fachwelt zur Verfügung zu stellen. So wurden einzelne Stücke von bekannten Paläontologen wie Hermann August Hagen, Oswald Heer, Carl Heinrich Georg von Heyden oder Hermann von Meyer bearbeitet. Hassencamps Sammlung von Sieblos-Fossilien wurde vor 1865 vom Mineralogisch-Geologischen Institut der Julius-Maximilians-Universität Würzburg erworben. Im von Fridolin Sandberger veranlassten Katalog sind 254 Stücke Hassencamps aus der Sieblos-Formation verzeichnet.
In den 1980er Jahren sammelte erneut ein Hobby-Paläontologe Fossilien aus der Abraumhalde. Hugo Schubert (1914–2005) sammelte bis 1992 über 8000 Einzelstücke, darunter Erstnachweise für Sieblos. Anfang 1993 schenkte er einen Teil seiner Sammlung der Gemeinde Poppenhausen. Die schönsten Stücke sind dort seit 1995 im eigens geschaffenen Sieblos-Museum zu sehen.
1994 wurden unter der Leitung von Erlend Martini und Peter Rothe auf dem ehemaligen Grubengelände zwei Kernbohrungen vorgenommen. Hierdurch konnten die Umstände der Entstehung der Fossillagerstätte Sieblos weitgehend geklärt werden.

## Funde
Unter den pflanzlichen Fossilien sind besonders Seerosenblätter und -samen häufig. Es finden sich aber auch Reste von weiteren Bedecktsamern und deren Pollen sowie von Farnen und Koniferen.
An Tieren wurden vor allem Wasserasseln, Fische und Schnecken gefunden. Letztere gehören überwiegend zu den Arten Nystia chastelli und Gyraulus depressis. Daneben treten Muscheln auf. Muschelkrebse (Ostracoda) kommen zuweilen in Massen vor. Wasserasseln, häufig der Art Eosphaeroma obtusum, sind zum Teil bemerkenswert gut erhalten. Die nächstverwandte rezente Gattung ist Sphaeroma. Unter den Insekten sind in der Sieblos-Formation Käfer, Wasserwanzen, Zweiflügler und Libellen gefunden worden. Für letztere hat Anton Handlirsch (1865–1935) eine eigene Familie Sieblosiidae errichtet.
Das bei weitem am häufigsten vertretene Wirbeltier ist der barschartige Fisch Smerdis sieblosensis. Die relativ selten gefundenen Amphibien sind zumeist Frösche der Arten Palaeobatrachus gracilis und Rana sieblosensis. Weiterhin wurden Reste von Krokodilen, Schildkröten-Eierschalen, Vögeln und Fledermäusen sowie der Schädel eines kleinen Säugetiers entdeckt, das mit dem heutigen Hirschferkel verwandt ist.
Es wurden etliche Nannofossilien wie Kieselalgen und Ölalgen nachgewiesen.